# Henri Matisse (rose)
‘Henri Matisse’ (syn. ‘DELstrobla’, ‘Deltisse’) est un cultivar de rosier obtenu en 1993 par le rosiériste français Georges Delbard, fameux pour sa couleur panachée de rose et de carmin. Il est issu de (‘Lara’ × ‘Candia’) × (‘Aromaepi’ × ‘KORpek’). 

## Description
Le buisson présente un port érigé aux branches compactes d'une hauteur de 80 cm à 100 cm et d'une largeur de 50 cm à 60 cm. Les fleurs possèdent jusqu'à 30 pétales et forment de grosses coupes pleines atteignant 10 cm. Elles sont panachées de carmin, de rose et de pourpre avec des stries blanches et sont toutes différentes. La floraison est remontante de mi-mai à la fin de l'automne. Le feuillage est robuste, vert foncé et brillant. Le parfum de cette rose est léger, évoquant la framboise. 
C'est une variété résistante aux hivers froids (zone de rusticité 6b à 9b).
Ses couleurs extraordinaires en font une rose appréciée des amateurs et de nombreuses roseraies du monde entier, comme l'Arboretum Borova hora en Slovaquie, la roseraie de la fondation Carla Fineschi en Toscane, les jardins des Chemins de la Rose dans le Maine-et-Loire, le Rosaholic's Southern California Garden ou le San Jose Heritage Rose Garden en Californie, ainsi qu'à la roseraie Princesse Grace, à Monaco, ou l'Europa-Rosarium de Sangerhausen.

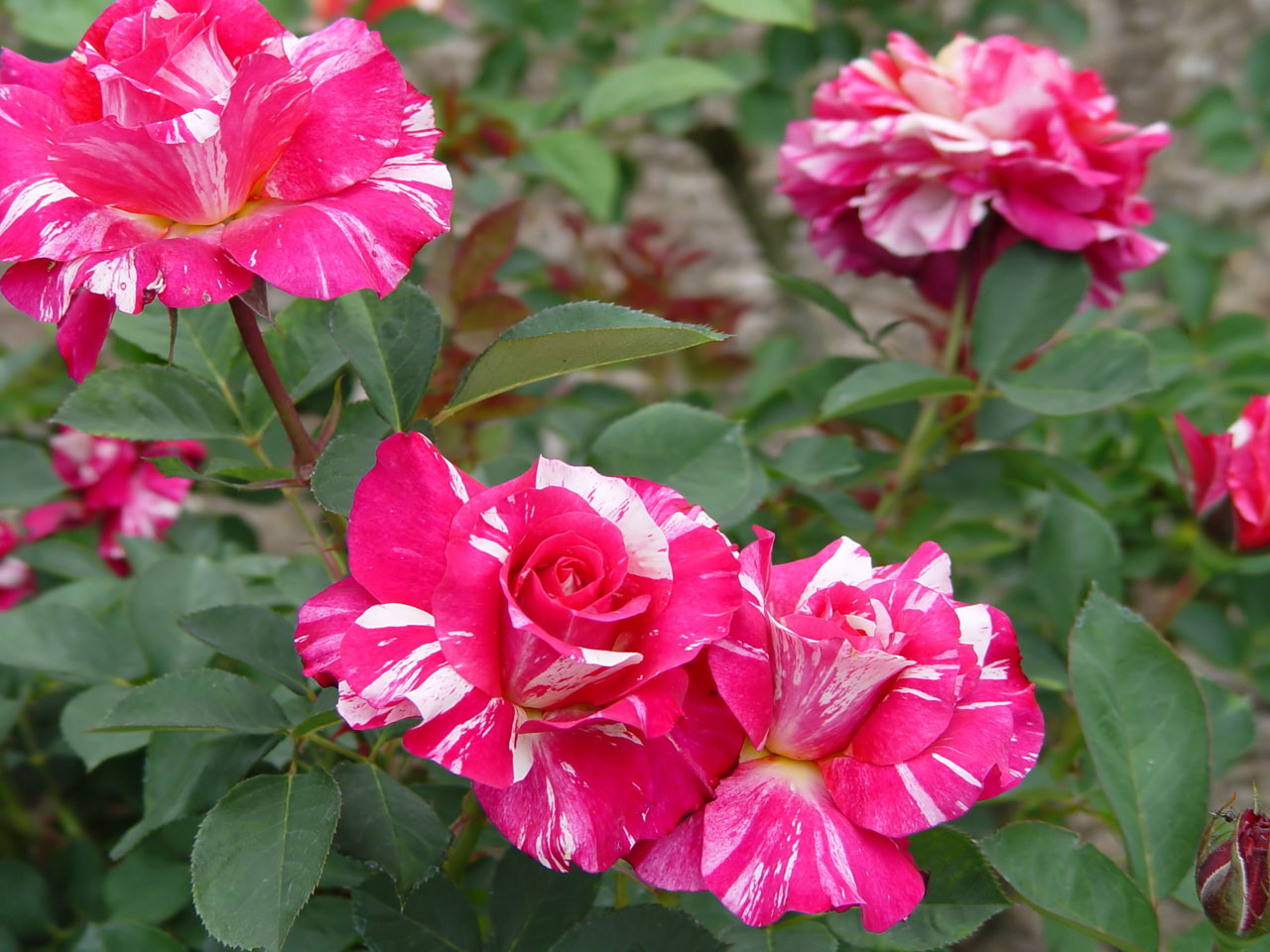
Buisson de roses 'Henri Matisse' au Japon.

## Nom
Cette rose doit son nom au peintre français Henri Matisse (1869-1954) et appartient à la série des « roses de peintres » éditée par Delbard avec ‘Alfred Sisley’, ‘Camille Pissarro’,  ‘Claude Monet’, ‘Edgar Degas’, ‘Marc Chagall’, ‘Maurice Utrillo’, ‘Paul Cézanne’ et ‘Paul Gauguin’.